# Dissakisite-(La)
La dissakisite-(La) è un minerale appartenente al gruppo dell'allanite.